# معيرة لغة

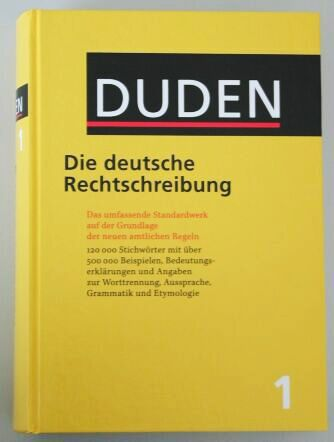

معيرة لغة (بالإنجليزية: Language standardisation)‏ هي اخضاع لغة لعمليات تهيئة وتنميط وتقعيد استجابة لحاجات المجتمع والمؤسسات الرسمية، في سياق تاريخي معين، وهي العمليات التي تنتقل بهذه اللغة من وضعية اللهجة أو اللهجات التي تتداول في إطار التقليد الشفوي، إلى مستوى لغة الكتابة والمدرسة والمؤسسات.

## مستويات المعيرة
تتم عملية المعيرة اللغوية على مستويين، الأول يرتبط بتهيئة وضع هذه اللغة عبر إصدار قوانين يحدّد وضعها ووظائفها في مؤسسات الدولة وفي الحياة العامة، أما المستوى الثاني فيهم تهيئة متنها. ويتولى التهيئة على المستوى الثاني أخصائيون في نحو ومعجم وصواتة تلك اللغة وكل التخصصات ذات الصلة بعلم اللغة. كما تتمّ هذه العمليات داخل مؤسسة من مؤسسات الدولة، وبميزانية من المال العام، إشارة إلى أنّ الدولة ترعى رسميا هذه اللغة وتتبنّى ما تصير إليه، وتحدّد لها بالتالي وظائف جديدة لا تنحصر في الوظائف التقليدية للهجة المنطوقة المتداولة بين عامة الناس في الحياة اليومية.

## ضرورة المعيرة
لا توجد لغة معيار (فصحى) نشأت ممعيرة منذ البداية، بل لا بد من تلك العمليات المذكورة التي يتولاها بها أهل الاختصاص في إطار مشروع سياسي محدّد تقرّه الدولة وتتبناه، فكل اللغات بما فيها اللغات المعروفة على الصعيد الدولي كالإنجليزية، الفرنسية، الألمانية والعربية، هي في الأصل لهجات يومية خضعت لمسلسل طويل من التهيئة عبر معاهد رسمية، ومازالت تخضع لمراجعات وتدقيقات من طرف الأخصائيين حتى يومنا هذا.

## جذر اللغة المعيار
المعيرة لا تعني صنع لغة «مختبرية»، أي لغة يتم طبخها على استعجال بشكل مفارق كليا وبالمطلق لواقع الناس ولأشكال التعبير المنطوقة، بل يُقصد بها مسلسل طويل المدى من عمليات التحويل والتهيئة التدريجية، والتي تنطلق من الجذع المشترك بين الفروع والتنوعات اللهجية، والذي يجعل عملية التوحيد ممكنة، إلى جمع وتدوين اللغة من كل المناطق وبكل فروعها، مع الاستعانة بالمعاجم المتوفرة واستعادة الكلمات التي غطى عليها غبار النسيان بسبب تضرّر وانمحاء اللهجات وتراجعها، مرورا عبر استخراج القواعد وتدقيقها وتوضيحها باستعمال لغة واصفة، أي الاشتغال على الجانب الفونولوجي لتحييد الاختلافات السطحية ثم الجانب المرفولوجي البالغ التعقيد، وانتهاء إلى الإبداع المعجمي Néologie الذي هو «علم التحديث اللغوي» أي علم توليد الكلمات الجديدة، الذي لا غنى عنه لأية لغة تريد الاستجابة للحاجات المستجدّة للعصر وللمجتمع.

## قائمة اللغات المعيارية ومعاهد المعيرة
| اللغة             | اللغة المعيار | جهة المعيرة | اللهجات غير الممعيرة                                                           |
| ----------------- | --- | --- | ------------------------------------------------------------------------------ |
| عربية             | لغة عربية فصحى | القرآن؛ العديد من قائمة مجامع اللغة العربية                                                                                     | لهجات عربية                                                                    |
| لغة أفريقانية     | Standard Afrikaans | Die Taalkommissie | اللغة الأفريقانية                                                              |
| هولندية           | هولندية معيارية | اتحاد اللغة الهولندية | لهجات هولندية                                                                  |
| دنماركية          | Rigsdansk | لجنة اللغة الدنماركية | لهجات دنماركية                                                                 |
| كتالانية          | Standard Catalan، Standard Valencian | معهد الدراسات الكتالونية ‏, Acadèmia Valenciana de la Llengua                                                                    | Catalan dialects                                                               |
| صينية             | صينية معيارية | National Language Regulating Committee (الصين), National Languages Committee (ROC/Taiwan), Promote Mandarin Council ‏ (سنغافورة) | لهجات صينية                                                                    |
| فارسية (إيران)    | فارسية (إيران) | مجمع اللغة والأدب الفارسي | لهجات فارسية                                                                   |
| فرنسية            | لغة متعددة المركزية (فرنسية أفريقية معيارية، فرنسية بلجيكية معيارية، Cambodian Standard French ‏، فرنسية كندية معيارية، فرنسية فرنسية معيارية وفرنسية سويسرية معيارية) | أكاديمية اللغة الفرنسية، Office québécois de la langue française، Council for the Development of French in Louisiana            | لهجات فرنسية                                                                   |
| ألمانية           | الألمانية القياسية (ألمانية نمساوية، الألمانية القياسية and الألمانية السويسرية الموحدة)                                                                              | Rat für deutsche Rechtschreibung                                                                                                | لهجات ألمانية                                                                  |
| اليونانية الحديثة | Standard Modern Greek | official introduction under قسطنطين كرامنليس in 1976                                                                            | Modern Greek dialects ‏                                                         |
| Urdu and hindi    | لغة متعددة المركزية (لغة هندية and Urdu Standard Hindustani) | Central Hindi Directorate، إدارة تطوير اللغة الوطنية                                                                            | لهجات هندية                                                                    |
| مقدونية           | Standard Macedonian | Institute for Macedonian language "Krste Misirkov"                                                                              | Macedonian dialects                                                            |
| ملايو             | لغة ماليزية (Bahasa Baku, includes Bahasa Malaysia/Melayu and Bahasa Indonesia)                                                                                       | Dewan Bahasa dan Pustaka، Majlis Bahasa Brunei–Indonesia–Malaysia                                                               | لهجات ملايو                                                                    |
| نرويجية           | نينوشك، بوكمول | Språkrådet | لهجات نرويجية                                                                  |
| بولندية           | Standard Polish | مجلس اللغة البولندية | لهجات بولندية                                                                  |
| برتغالية          | لغة متعددة المركزية (Brazilian Standard Portuguese and European Standard Portuguese [الإنجليزية])                                                                     | Academia das Ciências de Lisboa, Classe de Letras، الأكاديمية البرازيلية للأحرف                                                 | لهجات برتغالية                                                                 |
| صربية كرواتية     | لغة متعددة المركزية (Bosnian Standard Serbo-Croatian، Croatian Standard Serbo-Croatian، Montenegrin Standard Serbo-Croatian, and لغة صربية)                           | جامعة سراييفو، Zagreb، جامعة الجبل الأسود، and Belgrade؛ Matica hrvatska and Matica srpska                                      | لغات سلافية جنوبية (Torlakian) and لغات سلافية جنوبية (Kajkavian and Čakavian) |
| سويدية            | Standard Swedish | مجمع اللغة السويدية، Svenska språkbyrån                                                                                         | لهجات سويدية                                                                   |
| أمازيغية          | لغة أمازيغية معيارية | المعهد الملكي للثقافة الأمازيغية، كونفيدرالية اللغة الأمازيغية                                                                  | لهجات أمازيغية                                                                 |
| إسبانية           | Pluricentric Standard Spanish ‏ (اللغة الإسبانية في الأمريكتين ‏، Canarian Standard Spanish ‏, and European Standard Spanish ‏)                                           | الأكاديمية الملكية الإسبانية، رابطة أكاديميات اللغة الإسبانية                                                                   | لهجات إسبانية                                                                  |